# Jantarnyj
Jantarnyj (rusky Янтарный) je sídlo městského typu v Kaliningradské oblasti v Ruské federaci. Při sčítání lidu v roce 2010 měl přes pět tisíc obyvatel.

## Poloha a doprava
Jantarnyj leží na Sambijském poloostrově na pobřeží Baltského moře severně od Primorsku. Od Kaliningradu, správního střediska oblasti, je vzdálen přibližně čtyřicet kilometrů severozápadně.
Silnice do Jantarného vedou od severovýchodu z Krasnotorovky a od jihovýchodu z Povarovky.

## Dějiny
Zdejší oblast patřila od roku 1234 Řádu německých rytířů. První zmínka o obci je z roku 1389, kdy se nazývala Palwenicken. Název byl zřejmě odvozen od pruského slova palwe znamenající vřesoviště či srovnatelně neúrodnou pastvinu. Od roku 1525 patřila obec do Pruského vévodství. Později se ve standardní němčině změnilo jméno na Palmnicken, Poláci obec nazývali Palmniki a Litevci Palvininkai.
Za Třicetileté války byla obec šest let obsazena Švédy. V druhé polovině 18. století se stala součástí Východního Pruska, v letech 1758 až 1762 ovšem byla ještě obsazena v rámci Sedmileté války Ruskem.
V roce 1827 se zde začíná průmyslově těžit jantar.
V roce 1945 dobyla obec Rudá armáda a následně byla obec začleněna do Sovětského svazu, kde v roce 1947 získala status sídla městského typu.